# Linéarité (jeu vidéo)

La linéarité désigne dans un jeu vidéo la possibilité plus ou moins grande qu'ont les joueurs de compléter des épreuves selon des séquences variables. Dans un jeu au gameplay non linéaire, chaque joueur peut ne rencontrer qu'une partie des épreuves possibles, lesquelles pouvant en outre être jouées dans un ordre différent. Inversement, un jeu vidéo avec un gameplay linéaire confronte le joueur à une séquence fixe d'épreuves : chaque joueur rencontre chaque épreuve et ce, dans le même ordre.
Un jeu non linéaire permet au joueur d'avoir plus de liberté qu'un jeu linéaire. Par exemple, un jeu non linéaire peut permettre des séquences multiples pour finir le jeu, différents embranchements menant à la victoire, voire à diverses victoires, ou des quêtes annexes optionnelles et des intrigues secondaires. Certains jeux comprennent des éléments linéaires et non linéaires et certains jeux proposent un mode « bac à sable » (sandbox) permettant aux joueurs d'explorer un environnement de jeu ouvert indépendamment des objectifs principaux du jeu (pour peu qu'il y ait des objectifs).
Un jeu significativement non linéaire est parfois décrit comme étant « non limité » ou « sandbox », bien que ce terme soit incorrectement utilisé dans de tels cas,,, et est caractérisé par l'absence de « bonne façon » de jouer. Que ce soit intentionnel ou non, une conséquence commune d'un gameplay non limité est un gameplay émergent.

## Classification

### Histoires à embranchement
Les jeux vidéo présentant des histoires linéaires ne permettent pas au joueur de modifier le déroulement ou la fin de l'histoire. Beaucoup de jeux vidéo utilisent une structure linéaire, les rendant donc similaires à d'autres fictions. Cependant, de tels jeux utilisent communément la narration interactive dans laquelle il est nécessaire que le joueur interagisse avec un élément du jeu pour que l'intrigue avance, ou la narration non linéaire dans laquelle les événements sont présentés dans un ordre non chronologique. Beaucoup de jeux ont proposé des fins prématurées lorsque le joueur échouait à atteindre un objectif, mais celles-ci étaient généralement de simples interruptions dans la progression du joueur plutôt que des fins à proprement parler. Même dans les jeux avec une histoire linéaire, les joueurs interagissent avec l'univers du jeu en effectuant des actions variées le long du jeu.
Par la suite, certains jeux ont commencé à proposer des fins multiples pour augmenter l'impact dramatique des dilemmes dans le jeu, bien que des exemples anciens existent également. En outre, certains jeux sont allés au-delà de choix mineurs ou de fins spéciales, proposant une histoire à embranchements aussi appelée narration interactive, que les joueurs peuvent contrôler à certains points critiques du jeu. Parfois, le joueur a le choix de l'embranchement de l'intrigue, parfois l'embranchement est basé sur la réussite ou l'échec du joueur lors d'une épreuve spécifique. Par exemple, la série de jeux vidéo de rôle de Black Isle Studios, Fallout, comprend nombre de quêtes lors desquelles les actions du joueur dictent les conséquences de l'histoire. Les joueurs peuvent éliminer les personnages du jeu de manière permanente du monde virtuel si tel est leur choix, et peuvent de ce fait altérer le nombre et le type de quêtes disponibles dans la suite du jeu. Les effets de telles décisions peuvent ne pas être immédiats. Les embranchements de l'histoire peuvent fusionner ou se diviser à différents moments du jeu, mais permettent rarement un retour en arrière. Certains jeux permettent même différents points de départ, par exemple par le biais de la sélection des protagonistes.
Les histoires linéaires sont moins coûteuses et moins chronophages à développer car il n'y a qu'une séquence d'événements fixe et pas de variations à prendre en compte pour la suite du jeu. Par exemple, plusieurs jeux de la série Wing Commander proposaient une histoire à embranchement mais ont été finalement abandonnés car jugés trop coûteux.
Les histoires non linéaires, bien que procurant une plus grande liberté au joueur, augmentent les risques de bugs ou d'absurdités si elles ne sont pas testées correctement. Certains joueurs ont également réagi négativement à ce type d'histoires, estimant qu'il leur est difficile et fastidieux d'expérimenter la « pleine valeur » de l'ensemble du contenu du jeu. Certains jeux font un compromis entre une histoire linéaire et à embranchements en séparant l'histoire en divers embranchements qui se rejoignent finalement en une intrigue unique. Dans ces histoires, l'intrigue présente des embranchements, mais converge vers certains éléments inévitables, donnant l'impression d'un gameplay non linéaire en utilisant la narration non linéaire, mais sans pour autant utiliser la narration interactive. Ce procédé est typiquement utilisé dans beaucoup de jeux d'aventure graphique.
Une véritable histoire non linéaire serait entièrement définie par les actions du joueur et reste donc un défi de conception important. En tant que telle, l'histoire est souvent absente ou peu développée dans les jeux vidéo proposant un véritable gameplay non linéaire. Façade, un jeu vidéo souvent catalogué comme récit interactif, comprend de nombreux embranchements dictés par l'utilisateur au moyen du texte qu'il saisit en fonction de la situation, mais il y a toujours diverses conséquences dues aux limitations inhérentes à la programmation et est, en tant que tel, non linéaire mais pas entièrement non plus.

#### Visual novels
Les histoires à embranchement sont courantes dans les visual novels, un sous-genre de la narration interactive et des jeux d'aventure. Les visual novels utilisent fréquemment de multiples histoires à embranchements afin d'aboutir à plusieurs épilogues différents, permettant une liberté de choix non linéaire au cours du jeu. Les points de décision d'un visual novel offrent souvent aux joueurs l'option d'altérer la succession des événements au cours du jeu, conduisant à nombre de résultats potentiels et différents,. Les visual novels sont populaires en Asie orientale, particulièrement au Japon où ils représentaient presque 70 % des jeux PC produits en 2006. Parmi les jeux plébiscités, 999: Nine Hours, Nine Persons, Nine Doors, dans lequel presque chaque action et choix de dialogue peut mener à des embranchements et des fins entièrement différents. Chaque embranchement ne révèle qu'une partie des aspects de la trame générale et ce n'est qu'après avoir découvert tous les différents chemins et résultats possibles à travers de multiples explorations que l'ensemble forme une histoire cohérente.
Il n'est pas rare que les visual novels utilisent des systèmes de moralité. Par exemple, School Days, un visual novel animé sorti en 2005, est décrit par Kotaku comme allant bien au-delà de l'habituel « système de choix manichéens » (faisant référence à des jeux vidéo tels que Mass Effect, Fallout 3 et BioShock) dans lequel le joueur « choisit un camp et s'y tient » en laissant « l'importante zone médiane inexplorée ». À la place, School Days encourage le joueur à explorer la zone grise et neutre afin de voir le plus important, les « mauvaises » fins.
Il n'est également pas rare que les visual novels proposent de multiples protagonistes donnant des perspectives différentes de l'histoire. Eve: Burst Error, développé en 1995 par C's Ware (en), a introduit une variante unique en donnant la possibilité au joueur de choisir entre les deux protagonistes à n'importe quel moment du jeu, plutôt que de finir le scénario de l'un avant de jouer à celui du second. Eve: Burst Error requiert souvent que le joueur fasse coopérer les deux protagonistes à divers moments du jeu, avec les choix effectués dans un scénario affectant l'autre affectant le second.
Fate/stay night est un autre exemple disposant de perspectives multiples. Machi (en) (1998) et 428: Fūsa Sareta Shibuya de (2008) poussent ce concept plus loin, en permettant au joueur d'alterner entre les perspectives de plusieurs personnages différents, les choix effectués avec un personnage ayant des conséquences pour les autres,. 428 en particulier propose jusqu'à 85 fins différentes.
Une autre approche de la narration non linéaire est utilisée dans Cosmology of Kyoto (en). Le jeu n'a pas de cadre général et se décline plutôt sous forme de situations et de récits fragmentés de manière non linéaire, alors que le personnage joueur rencontre divers personnages non joueur en parcourant la ville. Ces récits sont recoupés dans une encyclopédie, fournissant un ensemble d'informations lors de la progression des récits et lorsque le joueur rencontre divers personnages et lieux, avec des histoires et des situations variées, l'information liée à ceux-ci apparaissant à des endroits distincts. Cela fournit suffisamment de liberté au joueur pour expérimenter le jeu, comme y mener sa propre campagne de jeu de rôle, par exemple.

#### Jeux de rôle
Les histoires à embranchements sont également souvent utilisées dans les jeux vidéo de rôle (RPG) dans une certaine mesure. Parmi les jeux à succès, Mass Effect, dans lequel les choix du joueur ont un impact sur le gameplay. Mass Effect possède un système moral complexe, mesuré en « Paragon » et « Renegade ». Une bonne action ne va pas compenser une mauvaise. Dès lors, faire occasionnellement de bonnes actions ne va pas modifier le regard des gens sur un tueur ou laver la réputation d'un méchant antipathique. De la même manière, la brutalité passagère ne va pas nuire significativement à la réputation d'un soldat admirable.
Un autre exemple de jeux de rôle est la série de jeux vidéo Star Ocean, dans lequel plutôt que la narration soit affectée par les alignements moraux comme dans d'autres jeux de rôle, un système de relations inspiré des jeux de drague est utilisé, l'histoire est alors affectée par les points d'amitié et les points de relation entre chacun des personnages. Star Ocean: The Second Story, en particulier, proposait jusqu'à 86 fins différentes, avec toutes les permutations possibles entre ces fins se comptant par centaines, devenant une référence en termes de résultats possibles pour un jeu vidéo en son temps. La série de jeux Sakura Wars est une autre variante unique de ce système car elle propose un système de choix à embranchements en temps réel dans lequel, lors d'un événement ou d'une conversation, le joueur doit choisir une action ou un dialogue dans le temps imparti, ou ne pas répondre du tout. Le choix du joueur ou son absence de choix affectent les relations du personnage joueur avec les autres personnages et modifie la direction prise par l’histoire et ses aboutissants. Les jeux ultérieurs de la série ajoutaient plusieurs variantes, incluant une jauge d'action pouvant être augmentée ou réduite selon la situation, et une jauge que le joueur peut manipuler à l'aide du stick analogique en fonction de la situation. Un type similaire de système de conversation est apparu par la suite dans l'action-RPG Alpha Protocol, également édité par Sega.
Une autre approche du concept est de combiner une histoire non linéaire à embranchements avec les concepts de voyage dans le temps et d'univers parallèles. Les premières tentatives d'une telle approche comprenaient la série de jeux vidéo de rôle Chrono de Squaresoft (1995-1999) et le visual novel YU-NO: A Girl Who Chants Love at the Bound of this World (en) (1996). Radiant Historia, ou Final Fantasy XIII-2 par la suite, étend le concept en donnant au joueur la liberté de faire des allers-retours dans le temps pour modifier le cours de l'histoire, chacun de ses choix ou actions ayant un impact majeur sur la ligne temporelle. Le joueur peut retourner à certains points de l'histoire et revivre certains événements et faire différents choix et constater les diverses conséquences sur la chronologie,,. Le joueur peut aussi voyager de manière bidirectionnelle entre deux chronologies parallèles, et peut de ce fait aboutir à des fins multiples. La version PSP de Tactics Ogre proposait lui un système permettant au joueur de retourner à des points fondamentaux, de faire différents choix et de voir comment l'histoire en était affectée.

## Gameplay non linéaire et level design

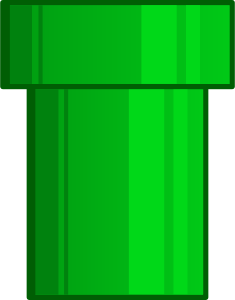
Tuyau warp utilisé notamment pour sauter des niveaux dans Super Mario Bros..

Un niveau ou monde d'un jeu vidéo peut être linéaire, non linéaire ou interactif. Dans un jeu sans gameplay non linéaire, il y a une intrigue unique que le joueur doit suivre au cours du niveau. Cependant, dans les jeux basés sur un gameplay non linéaire, le joueur peut devoir revisiter des lieux ou choisir entre de multiples chemins pour terminer le niveau.
Comme tous les éléments d'un jeu, la conception d'un niveau linéaire n'est pas absolue. Tandis qu'un niveau non linéaire peut donner la liberté d'explorer et de revenir en arrière, il peut y avoir une série de défis que le joueur doit résoudre pour terminer le niveau. Si un joueur doit relever les défis dans un ordre donné, les jeux non linéaires offriront souvent des approches multiples pour atteindre de tels objectifs.
Un jeu plus linéaire impose au joueur de compléter les niveaux dans un ordre donné. La capacité de sauter, répéter, ou choisir entre les niveaux rend ce type de jeu moins linéaire. Super Mario Bros. en est un exemple précoce car le joueur a accès à des warp zones permettant de sauter plusieurs niveaux du jeu.

### Mondes ouverts et bac à sable
Quand un niveau est suffisamment étendu et avec des limites non clairement définies, il peut être décrit comme étant un monde ouvert ou sandbox, bien que ce terme soit souvent utilisé de manière impropre,. Les mondes ouverts existent sous certaines formes depuis les années 1980, comme dans le jeu Elite, et utilisent souvent des environnements générés procéduralement.
Dans un jeu avec un mode « bac à sable », le joueur peut désactiver ou ignorer les objectifs du jeu, ou avoir un accès illimité aux objets. Cela peut donner lieu à des actions non prévues par les concepteurs du jeu. Un mode de jeu « bac à sable » est une option dans d'autres jeux orientés résultat et est distincte des jeux ouverts sans objectifs précis tels que SimCity.

## Premiers exemples degameplaynon linéaire
Le gameplay non linéaire trouve son origine à l'ère des consoles 8 bits, avec les premiers exemples dans les années 1980 (illustrant un progression graduelle dans la non linéarité).
- TX-1 (en) (1983)[36]
- Mega Zone (en) (1983)[37]
- The Portopia Serial Murder Case (1983)[38]
- Bega's Battle (1983)[39]
- Elite (1984)
- Dragon Slayer (1984)[40]
- The Battle-Road (en) (1984)[41]
- Brain Breaker (en) (1985)[42]
- Mercenary (1985)
- The Legend of Zelda (1986)[43]
- Metroid (1986)[40]
- Dragon Quest (1986)[40]
- Out Run (1986)[44]
- Cholo (en) (1986)
- Darius (1986)[45],[46]
- Vampire Killer (1986)[47],[48]
- Castlevania II: Simon's Quest (1987)[49]
- Mega Man (1987)[50]
- Megami Tensei (1987)
- Sid Meier's Pirates! (1987)
- The Goonies II (1987)[40]
- War of the Dead (1987)[51]